# Yangpyeong-gun
Yangpyeong-gun (hangul 양평군, hanja 楊平郡) är en landskommun (gun) i den sydkoreanska provinsen Gyeonggi. Folkmängden var 120 174 invånare i slutet av 2020. Den administrativa huvudorten heter Yangpyeong-eup som hade 30 912 invånare vid samma tillfälle.
Kommunen består förutom av köpingen Yangpyeong-eup av elva socknar (myeon):
Cheongun-myeon,
Danwol-myeon,
Gaegun-myeon,
Gangha-myeon,
Gangsang-myeon,
Jipyeong-myeon,
Okcheon-myeon,
Seojong-myeon,
Yangdong-myeon,
Yangseo-myeon och
Yongmun-myeon.